# Авреоло (граф Арагону)
Авреолій (лат. Aureolus), або Аврелій (лат. Aurelius; д/н — 809) — 1-й арагонський граф (798/802—809).

## Біографія
Ймовірно, був сином Фелікс Аврелія (Авреола), графа Періге. Крістіан Сеттіпані висунув теорію, що Авреол за жіночою лінією був родичем Фруела, брата Альфонсо I, короля Астурії. Висловлюється думка, що у 781—785 роках брав участь у поході Вільгельма Желонського проти Кордовського емірату, за що отримав замок в графстві Пальярс-Рібаргорса. Втім на думку інших Авреоло брав участь у походах загонів графства Собрарбе, але це більш сумнівно.
Близько 797 року отримав в управління володіння в північній частині Вальє-де-Ечо. Підвладна територія була маленькою, охоплюючи замок та навколишню територію. З 798 року спільно з франками активно діяв проти роду Бану Салама, що контролював Уеску. Бойові сутички відбувалися вздовж річки Арагон. Ймовірно, близько 798 року встановив владу в Сіртанії (після смерті або повалення Галіндо Гарсеса).
У 800 році брав участь у великому поході франків, внаслідок чого зумів розширити володіння. Цьому сприяло також повстання Бахлула ібн Марзука, валі Сарагоси, що перейшов на бік франків. До 802 року захопив місто Хака, яку зробив своєю столицею. Ймовірно саме тоді Авреоло отримав титул графа Хаки (в будь-якому разі — на 806 рік він мав цей титул), а його графство стало частиною Іспанської марки. В подальшому спільно з Веласко, графом Памплони, вів війни з арабським військовиком Амром ібн Юсуфом. Помер або загинув Авреоло 809 року. Його землі були захоплені маврами.